# دیتر پوپه

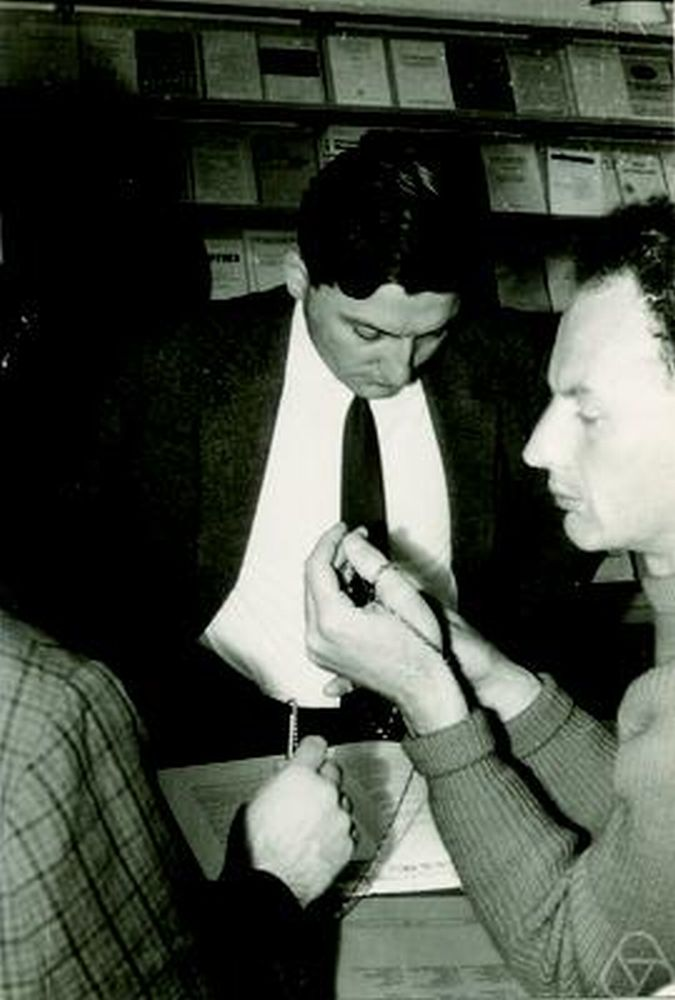
پوپ (وسط) با جان فرانک آدامز، سال 1962، در آرهوس.

زیگموند دیتر پوپه (16 دسامبر 1930 - 13 اوت 2005  )، ریاضیدان آلمانی بود که روی توپولوژی جبری ، توپولوژی دیفرانسیل و جبر همسان کار می‌کرد. او برای دنباله پوپه در توپولوژی جبری شناخته شده‌است.

## زندگی
دیتر پوپه، پسر یک وکیل - زیگموند پوپه - بود. فولکر پوپۀ ریاضیدان (زادۀ 1938) و اینگِبورگ پوپۀ حقوق‌خوانده (زادۀ 1941) خواهر و برادر او بودند. از 1948 در دانشگاه گوتینگن و از 1951 در دانشگاه هایدلبرگ به تحصیل در فیزیک و ریاضی پرداخت. در 1954 زیرنظر هربرت زایفِرت (با پایان‌نامۀ "دربارۀ هوموتوپی تصاویر یک چندوجهی . Mathematische Zeitschrift Bd. 61, 1954, S. 303) دکترا گرفت. از 1951 در هایدلبرگ دستیار و پس‌از دورۀ شایستگی (Habilitation) در 1957 به عنوان مدرس به کار پرداخت و در 1960 در زاربروکن استاد شد. در 1968 به هایدلبرگ بازگشت و تا بازنشستگی در  1996، آنجا ماند.
پوپه روی نظریه گره (با مارتین کِنِزِر در اوایل دهه 1950) و نظریه هوموتوپی کار کرد.
او از 1972 عضو آکادمی علوم هایدلبرگ بود. در 1962 او در کنگره بین المللی ریاضیدانان در استکهلم ( Korrespondenzen in abelschen Kategorien ) سخن‌ راند.
شاگردانش، تامو تام دیک ، هانس ورنر هن و رودُلف فریچ بودند.

## کارها
- با Hans-Berndt Brinkmann: Kategorien und Funktoren (= یادداشت های سخنرانی در ریاضیات . 18). اسپرینگر، برلین در سال 1966.
- تئوری Homotopie پایدار I. در: Mathematische Annalen . Bd. 169، شماره 2، 1967، S. 243-274 .
- Einhängungssätze im Aufbau der Homotopietheorie. در: Jahresbericht der Deutschen Mathematiker-Vereinigung. Bd. 71، 1969، S. 48-54 .
- با Hans-Berndt Brinkmann: Abelsche und exakte Kategorien, Korrespondenzen (= یادداشت های سخنرانی در ریاضیات. 96). اسپرینگر، برلین در سال 1969.
- با Tammo Tom Dieck ، Klaus Heiner Kamps : Homotopietheorie (= یادداشت های سخنرانی در ریاضیات. 157). اسپرینگر، برلین، 1970،شابک ‎۳−۵۴۰−۰۵۱۸۵−۶ (نشات گرفته از سخنرانی پوپ در دانشگاه مینه سوتا 1966/67).
- با Hans-Werner Henn : Algebraische Topologie. در: گرد فیشر ، فردریش هیرزبروخ ، وینفرید اسکارلائو ، ویلی تورنیگ (Hrsg.): Ein Jahrhundert Mathematik 1890-1990. Festschrift zum Jubiläum des DMV (= Dokumente zur Geschichte der Mathematik. 6). Vieweg, Braunschweig ua 1990,شابک ‎۳−۵۲۸−۰۶۳۲۶−۲ ، S. 673-716.

## کتاب‌ها
- پوپ، دیتر. در: Dagmar Drüll: Heidelberger Gelehrtenlexikon. Bd. 3، هایدلبرگ 2009، S. 476.

## همچنین ببینید
- دنبالهۀ پوپه

## مراجع
1. ↑  Mathematik in der Heidelberger Akademie der Wissenschaften. 2014, pg. 60